# Marija l-Maltija
Chansons représentant Malte au Concours Eurovision de la chanson
L-imħabba
(1972)
Marija l-Maltija (en français, Marie la Maltaise)  est la chanson représentant Malte au Concours Eurovision de la chanson 1971. Elle est interprétée par le chanteur Joe Grech.

## Histoire
Elle est la première chanson de Malte au Concours Eurovision. Chanté en maltais, elle est donc aussi la première chanson écrite dans une des langues sémitiques.
Dans cette chanson, Grech décrit ses sentiments alors qu'il attend à l'arrêt de bus que son amour arrive à La Valette. Il décrit également la jeune fille qu'il déclare très digne d'être surnommée Marie la Maltaise.
La chanson est la deuxième de la soirée, après l'Autriche et Musik interprétée par Marianne Mendt et avant Monaco avec Un banc, un arbre, une rue interprétée par Séverine.
À la fin des votes, la chanson reçoit 52 points et finit 18e. Ce nombre s'explique par le système de vote qui donne 34 points à une chanson présentée et un point par vote d'un jury national.

## Source de la traduction
- (en) Cet article est partiellement ou en totalité issu de l’article de Wikipédia en anglais intitulé « Marija l-Maltija » (voir la liste des auteurs).